# Conus marylandicus
Conus marylandicus é uma espécie de gastrópode do gênero Conus, pertencente à família Conidae.